# Simon von Eichthal

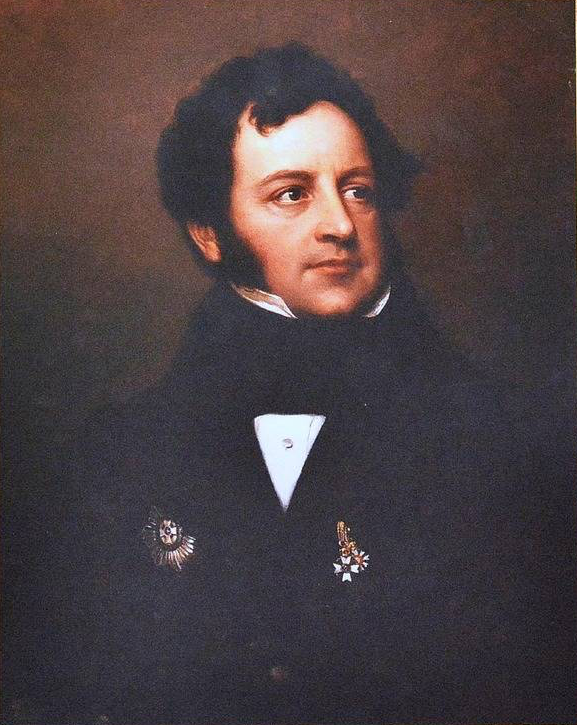
Simon Freiherr von Eichthal

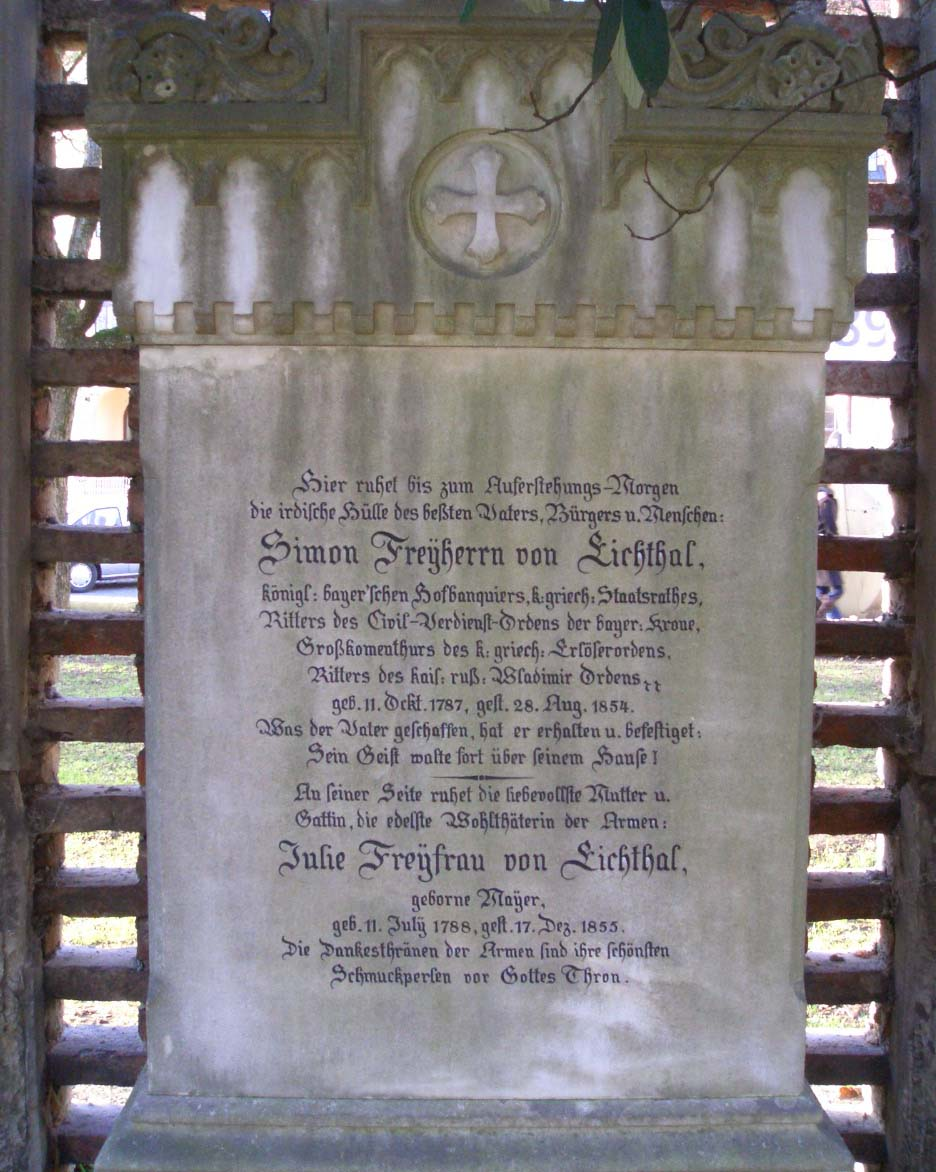
Grabstein der Eichthals. Die Dankesthränen der Armen sind ihre schönsten Schmuckperlen vor Gottes Thron

Simon Freiherr von Eichthal (* 11. August 1787 in Leimen; † 28. August 1854 in München; geboren als Simon Aron Seligmann) war ein königlich bayerischer Hofbankier, königlich griechischer Staatsrat und Mitbegründer der ersten Bank-Aktiengesellschaft Deutschlands, der Bayerischen Hypotheken und Wechselbank.

## Leben
Simon Aron, der jüngste Sohn des jüdischen Hoffaktors Aron Elias Seligmann, betätigte sich von Anfang an im väterlichen Bankhaus in der Theatinerstraße in München und übernahm es nach dessen Tod. Der Vater wurde mitsamt seinen Kindern 1814 vom dankbaren König Maximilian I. Joseph zu Freiherrn von Eichthal erhoben, seine Söhne wechselten nach und nach zum katholischen Glauben. In einer feierlichen Messe traten auch Simon und seine Ehefrau Julie 1816 in St. Michael, Berg am Laim zum katholischen Glauben über. Sein Vater zog 1819 nach, seine Mutter blieb jüdisch.
1832 übernahm Simon von Eichthal die Vermittlung einer Staatsanleihe von 60 Millionen Franken an Griechenland, die ihm den Titel eines königlich griechischen Staatsrates einbrachte. Bekannt wurde er als Unternehmer und Mitbegründer der Bayerischen Hypotheken und Wechselbank. Freiherr Simon von Eichthal wurde der erste Direktor der Bank, die gemäß den Statuten neben Kreditgeschäften auch Feuer- und Lebensversicherungen abschloss. Sie ist die erste Bank in Deutschland, die in der Rechtsreform der Aktiengesellschaft betrieben wurde. Mit dieser Bankgründung wurde in Bayern erstmals eine kapitalkräftige Sammelstelle für Privatgelder geschaffen, die sich günstig auf Landbau, Handel und einsetzende Industrialisierung auswirkte. Sie wurde zum Vorbild einer ersten deutschen Bankgründungswelle in den Jahren 1848 und 1856. Für seine Verdienste als Hofbankier bekam er den Verdienstorden der Bayerischen Krone. König Otto von Griechenland verlieh ihm 1836 das Großkomturkreuz des Erlöser-Ordens, laut Grabstein trug er zudem den russischen Orden des Heiligen Wladimir. 1837 übernahm er den Ansitz Pilgramsheim.
1854, kurz vor seinem Tod, gründete er mit 200.000 Gulden eine Familienstiftung, die seine Nachkommen, das Münchner Waisenhaus und das Stadtkrankenhaus bedachte. Dieses Vermögen wurde während der Hyperinflation 1923 restlos vernichtet.
Die Grabstätte von Simon und Julie von Eichthal befindet sich auf dem Alten Südlichen Friedhof in München (Alte Arkaden Platz 4 bei Gräberfeld 25) Standort. Ihr Sohn Karl Freiherr von Eichthal wurde ebenfalls ein bedeutender Bankier.